# Opozycja polityczna w PRL

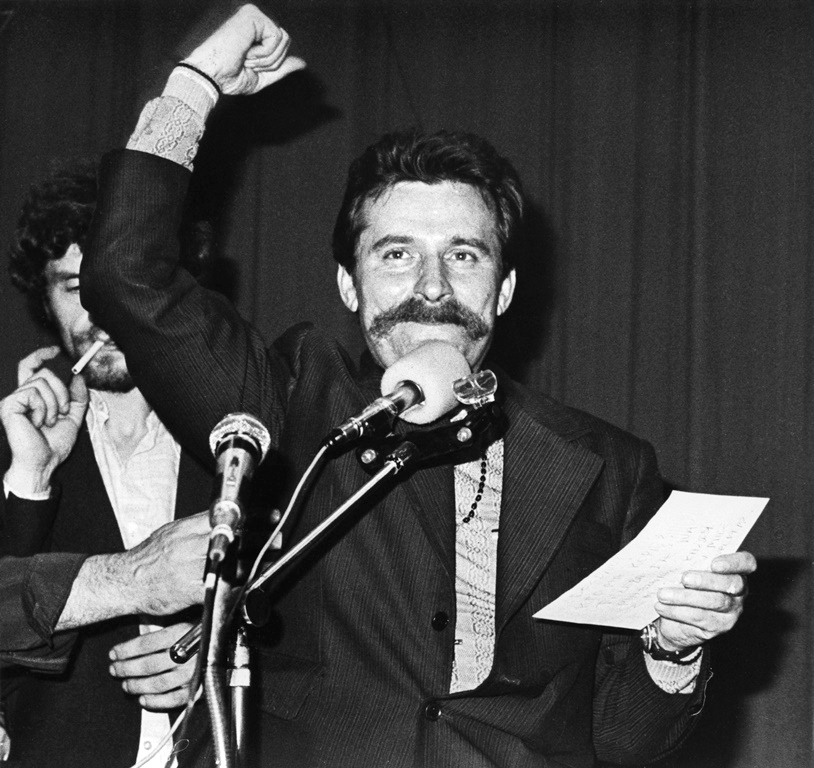
Lech Wałęsa, lider opozycji demokratycznej w PRL, w czasie strajku w Stoczni Gdańskiej w sierpniu 1980.

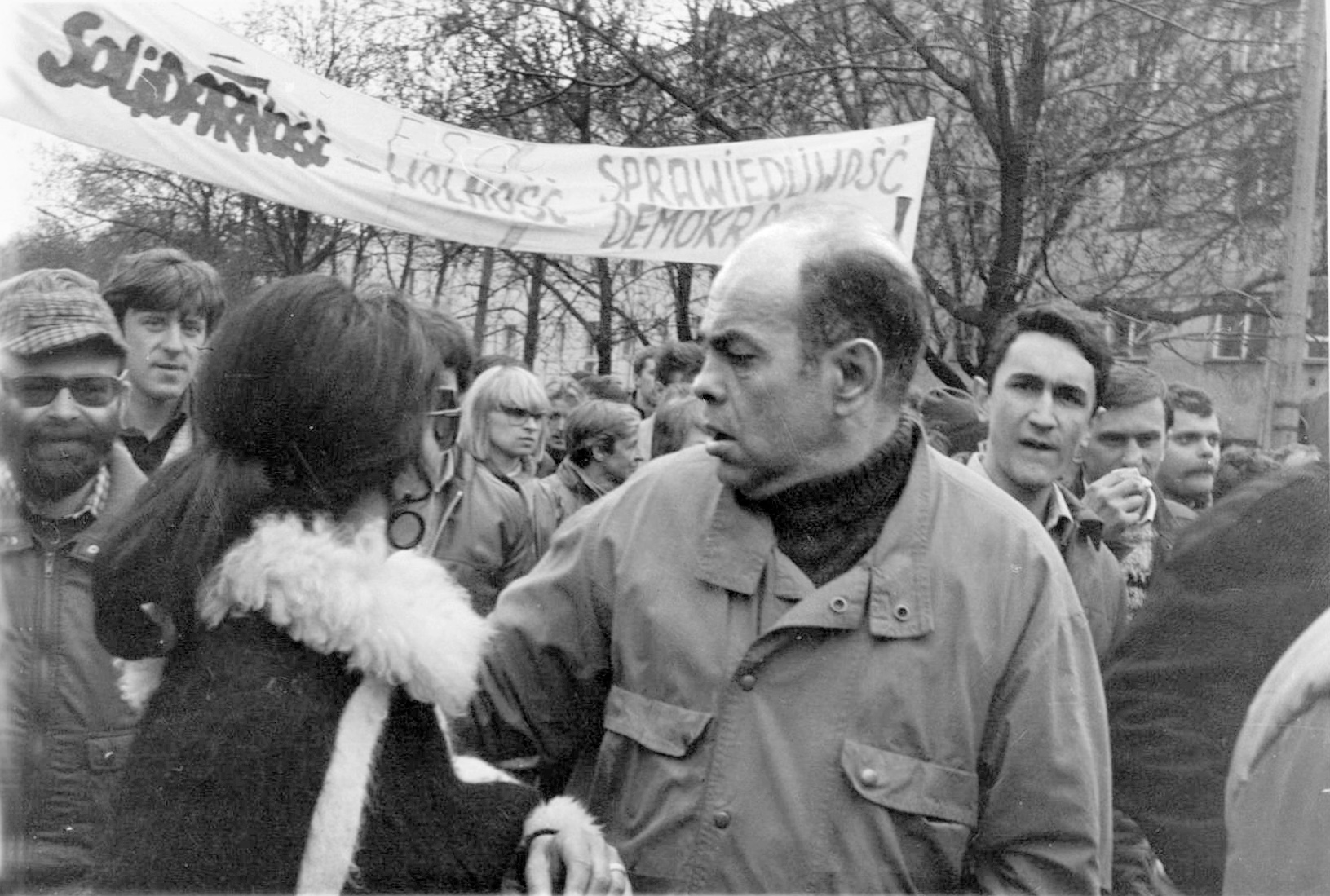
Demonstracja pierwszomajowa w Polsce, lata 80. Na pierwszym planie Jacek Kuroń, jeden z głównych działaczy opozycyjnych; w tle transparent „Solidarności”.

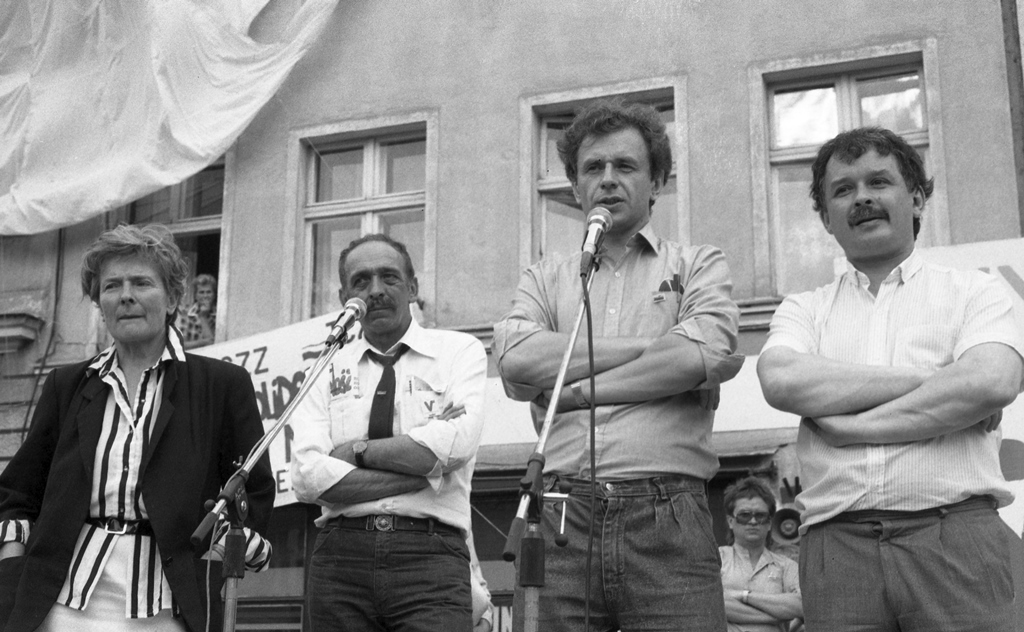
Opozycja polityczna w PRL, wybory 1989. Od lewej stoją: Olga Krzyżanowska, Roman Szymon Pawlicki, Bogdan Lis i Lech Kaczyński.

Opozycja polityczna w PRL (również: opozycja demokratyczna, opozycja antykomunistyczna) – partie polityczne, organizacje, grupy i środowiska społeczne dążące do obalenia lub zreformowania niedemokratycznego systemu władzy w Polskiej Rzeczypospolitej Ludowej w latach 1945–1989. Ruchy te formułowały programy zasadniczych przemian politycznych, gospodarczych i społecznych.
Znaczący rozwój ugrupowań opozycyjnych nastąpił w drugiej połowie lat 70. i na początku lat 80., powstały wówczas m.in.
- Polskie Porozumienie Niepodległościowe (1975)
- Komitet Obrony Robotników (1976)
- Ruch Obrony Praw Człowieka i Obywatela (1977)
- Towarzystwo Kursów Naukowych (1978)
- Wolne Związki Zawodowe Wybrzeża (1978)
- Konfederacja Polski Niepodległej (1979)
- Niezależny Samorządny Związek Zawodowy „Solidarność” (1980)[2].

## Represje z powodów politycznych
Osoby zaangażowane w walkę o niepodległość i suwerenność Polski w latach 1956–1989 były poddawane przez reżim komunistyczny licznym represjom i szykanom. Do najczęstszych należało uwięzienie, internowanie, usunięcie z uczelni, karne wcielenie do wojska, pozbawienie możliwości wykonywania zawodu, uniemożliwienie podjęcia zatrudnienia w wybranych miejscach, zwolnienie z pracy, pozbawienie możliwości awansowania, zapisy cenzury, degradowanie na gorsze stanowiska służbowe czy pozbawienie nagród oraz premii.

## Źródła
- Andrzej Friszke (1994). Opozycja polityczna w PRL 1945-1980.  Aneks. ISBN 978-1-897962-03-9.
- Andrzej Kobus (2012). My i oni: opozycja polityczna w PRL wobec analogicznych ugrupowań demokratycznych w Europie Środkowo-Wschodniej lat 80. XX wieku: kontakty, współpraca, podobieństwa. Wydawnictwo Uniwersytetu Łódzkiego. ISBN 978-83-7525-658-1.